# Ewa Kołaczkowska
Ewa Kołaczkowska (ur. 1 września 1910 w Strzyżewicach, zm. 10 grudnia 1985 w Warszawie) – pisarka, autorka utworów dla młodzieży oraz tłumaczka literatury anglosaskiej.

## Życiorys
Pochodziła z rodziny ziemiańskiej osiadłej w Strzyżewicach od 1879. Była córką Kazimierza (ur. 1881) i Antoniny Bronisławy z d. Brzezińska (1887–1966). Siostra Olgi z Kołaczkowskich Nowakowskiej (1907–1987).
W 1922 przez ok. 4 miesiące uczęszczała do Białego Klasztoru Sióstr Niepokalanek w Nowym Sączu. Następnie uczęszczała do Gimnazjum Filologicznego w Lublinie. Ukończyła studia na Wydziale Humanistycznym (anglistykę) Uniwersytetu Warszawskiego. 
Okres okupacji niemieckiej przeżyła w Strzyżewicach, pracowała w PCK, prowadziła (razem z matką) akcję zbierania pieniędzy dla jeńców i wysyłkę paczek do obozów jenieckich. Jesienią 1944 opuściła Strzyżewice, by na stałe zamieszkać w Warszawie. Debiutowała w 1949 jako autorka powieści dla młodzieży. Od 1961 była członkiem Związku Literatów Polskich. W swojej twórczości bardzo urokliwie przedstawiała i opisywała piękno rodzinnych stron. Utrwaliła wiele lokalnych tradycji, zwyczajów i obrzędów odchodzących w zapomnienie.
Została pochowana na cmentarzu Stare Powązki w Warszawie (kwatera S-4-15,16).

## Odznaczenia
- Złoty Krzyż Zasługi[3],
- Srebrny Krzyż Zasługi[3],
- Medal 10-lecia Polski Ludowej (7 stycznia 1955)[4].

## Upamiętnienie
Uchwałą Rady Gminy Strzyżewice z dnia 28 maja 1996 r. Gminnej Bibliotece Publicznej w Strzyżewicach nadano imię Ewy Kołaczkowskiej.

## Twórczość
- Zaczarowany strych
- Skarb pradziadka
- Wakacje pana Burmistrza (1964),
- Przebaczamy Pankowi
- Lato w mieście
- Mała kronika rodzinna (wspomnienia)
- Szlakiem wspomnień
- Dwunastu przyjaciół Muszki